# یواس‌اس باردو (ای‌پی‌دی-۱۳۳)
یواس‌اس باردو (ای‌پی‌دی-۱۳۳) (به انگلیسی: USS Burdo (APD-133)) یک کشتی بود که طول آن ۳۰۶ فوت (۹۳ متر) بود. این کشتی در سال ۱۹۴۴ ساخته شد.